# Семинцы
Семинцы — деревня в Нагорском районе Кировской области в составе Чеглаковского сельского поселения.

## География
Находится на расстоянии примерно 14 километров по прямой на запад-северо-запад от районного центра поселка Нагорск.

## История
Упоминается с 1873 года, когда в ней учтено дворов 4 и жителей 45, в 1905 12 и 135, в 1926 24 и 77, в 1950 24 и 88. в 1989 году учтено 17 жителей.

## Население
Постоянное население  составляло 11 человек (русские 100%) в 2002 году, 2 в 2010.